# NK Zrinjski Bugojno
NK Zrinjski je bivši bosanskohercegovački nogometni klub iz Bugojna.

## Povijest
Klub je djelovao u razdoblju između dva svjetska rata poput Vrbasa osnovanog 1919. godine.